# 王元壽 (沖天王)
王元寿（?—?），南北朝北魏秦州略阳人。
秦州刺史于洛侯，生性残酷，杀人总要砍断手腕，割去舌头，把四肢支解分别悬挂示众。北魏孝文帝拓跋宏延兴二年（473年）正月廿五己酉日，略阳平民王元寿，聚集部众五千余家，自称冲天王，反抗于洛侯。二月十七辛未日，秦、益二州刺史尉洛侯击败王元寿。483年，孝文帝调查出于洛侯的罪状，将于洛侯斩杀。